# Попешти (Валени)
Попешти (рум. Popești) насеље је у Румунији у округу Олт у општини Валени. Oпштина се налази на надморској висини од 131 m.

## Становништво
Према подацима из 2002. године у насељу је живело 253 становника, од којих су сви румунске националности.